# Évacuation de la Prusse-Orientale
Expulsion des Allemands d'Europe de l'Est pendant la Seconde Guerre mondiale
L'évacuation de la Prusse-Orientale est le mouvement de la population civile et du personnel militaire allemands de la Prusse-Orientale entre le 20 janvier et mars 1945, initialement organisé et exécuté par les autorités de l'État, qui se transforme  rapidement en une fuite chaotique devant l'Armée rouge,.
Faisant partie de l'évacuation des civils allemands vers la fin de la Seconde Guerre mondiale, ces événements ne doivent pas être confondus avec l'expulsion de la Prusse-Orientale qui suit la fin de la guerre. La zone évacuée n'est pas le Gau de Prusse-Orientale, mais le territoire de l'entre-deux-guerres où la plupart des gens ont la nationalité allemande. Des citoyens allemands de Memel et d'autres régions proches de la Prusse-Orientale participent également  à l'évacuation, souhaitant s'échapper par la mer, même si dans leurs régions aucune évacuation officielle n'a été annoncée.
L'évacuation, qui a été retardée pendant des mois, est lancée en raison de la peur des avancées de l'Armée rouge lors de l'offensive de Prusse-Orientale de celle-ci. Certaines parties de l'évacuation sont planifiées comme une nécessité militaire, l'opération Hannibal étant l'opération militaire la plus importante impliquée dans l'évacuation. Cependant, de nombreux réfugiés prennent les routes de leur propre initiative en raison des atrocités soviétiques signalées contre les Allemands dans les zones sous contrôle soviétique. Des récits à la fois faux et factuels d'atrocités soviétiques sont diffusés par les médias officiels et de propagande de l'Allemagne nazie et par des rumeurs déferlant sur les populations militaires et civiles.

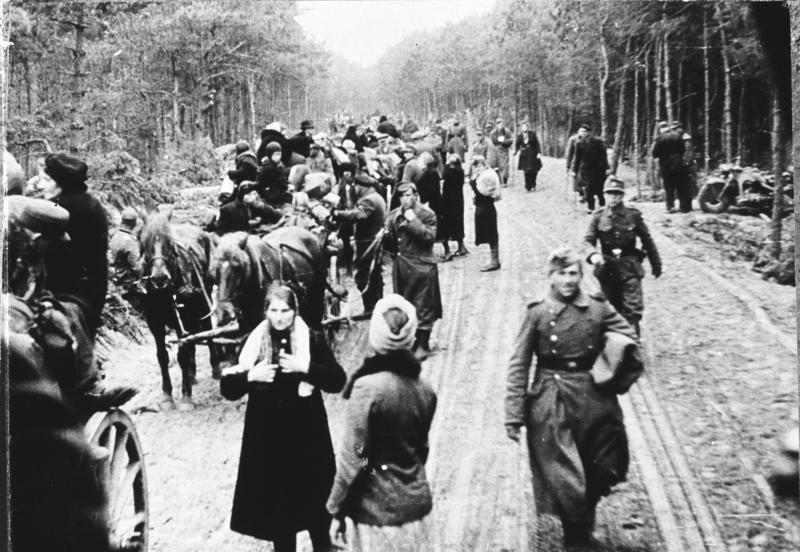
Réfugiés et soldats allemands près de Braunsberg en Prusse-Orientale, février 1945.

Malgré des plans d'évacuation détaillés pour certaines zones, les autorités allemandes, y compris le Gauleiter de Prusse-Orientale, Erich Koch, retardent l'action jusqu'au 20 janvier, moment auquel il est trop tard pour une évacuation ordonnée, et les services publics et le parti nazi sont finalement submergés par le nombre de ceux qui souhaitent quitter la zone. Par suite de la panique causée par la vitesse de l'avancée soviétique, les civils pris au milieu des combats et le froid hivernal, plusieurs milliers de réfugiés meurent pendant la période d'évacuation. Les forces soviétiques ne prennent le contrôle de la Prusse-Orientale qu'en mai 1945. Selon la commission Schieder ouest-allemande, la population civile de la Prusse-Orientale s'élève au début de 1944 à 2 653 000 personnes. Cette estimation, basée sur des cartes de rationnement, inclut les évacués des raids aériens d'Allemagne de l'Ouest et les travailleurs étrangers. Avant la fin de la guerre, on estime que 2 millions de personnes ont été évacuées, dont 500 000 à l'automne 1944 et 1 500 000 après janvier 1945. On estime à 600 000, le nombre de personnes restés en Prusse-Orientale sous contrôle soviétique en avril-mai 1945.
Selon une étude du gouvernement ouest-allemand de 1974, environ 1% de la population civile est tuée lors de l'offensive soviétique. Le service de recherche ouest-allemand signale que 31 940 civils de Prusse-Orientale, qui comprenait également Memel, ont perdu la vie lors de l'évacuation.

### Lectures complémentaires
- de Zayas, Alfred-Maurice. A Terrible Revenge: The Ethnic Cleansing of the East European Germans, 1944–1950, 1994,  (ISBN 0-312-12159-8)
- Christopher Duffy, Red Storm on the Reich: The Soviet March on Germany, 1945, Da Capo Press, 1993 (ISBN 0-415-03589-9)
- Glantz, David M. The Soviet‐German War 1941–45: Myths and Realities: A Survey Essay
- Hitchcock, William I. The Struggle for Europe: The Turbulent History of a Divided Continent 1945–2002, 2003,  (ISBN 0-385-49798-9)
- Walter, Elizabeth B. Barefoot in the Rubble, 1997,  (ISBN 0-9657793-0-0)